# Île Wrangell
Cet article concerne l'île du Sud-Est de l'Alaska. Pour l'île arctique russe, voir Île Wrangel.
L'île Wrangell est une île de l'archipel Alexandre, située au sud-est de l'Alaska, États-Unis.
L'île a une superficie de 544 km², ce qui fait d'elle la 29e plus grande île des États-Unis. Wrangell est séparée de la terre ferme par l'étroit Blake Channel.
Cette île fut occupée en 1834 par les Russes. Elle est nommée en l'honneur de Ferdinand von Wrangel, un explorateur allemand au service des Russes. De 1867 à 1877, ce fut une base militaire, puis ce fut un point de départ pour explorateurs, chasseurs et mineurs, utilisant le fleuve Stikine qui mène vers le Yukon.
L'île est très boisée et abrite une vie sauvage abondante. La principale zone d'habitation est la ville de Wrangell. L'autre village se nomme Thoms Place sur le versant sud-ouest de l'île, au niveau du détroit Zimovia qui la sépare de l'île Etolin. Au recensement de 2000, la population de l'île était de 2 401 habitants.
La pêche et les activités minières sont vitales dans cette zone. 